# Abemus chloropterus
Abemus chloropterus (лат.) — вид жесткокрылых насекомых из семейства стафилинид. Распространён на юго-востоке Северной Европы и в юго-восточной Европе, а также во Франции (отмечен в городе Компьень и коммуне Фонтенбло) и на Балканском полуострове.

## Описание
Длина тела имаго приблизительно 7,5 мм. Надкрылья зелёные. Голова и переднеспинка золотисто-бронзовые. Жуки полностью покрыты блестящими волосками. Передний край переднеспинки в 20-и щетинковидных выпуклостях. Усики достигают средних ног.

## Экология
Представители вида встречаются довольно редко, в дремучих лесах с буком и дубом, а также на горных лугах, в лесистых местностях и затопляемых равнинах. Имаго встречаются весной. Проворные хищники, питающиеся личинками беспозвоночных.